# 鹽水國小神社
23°19′22″N 120°16′16″E / 23.32278°N 120.27111°E
鹽水國小神社位於臺南市鹽水區的鹽水國小校內，於2005年3月18日公告為歷史建築。該神社建於臺灣日治時期末期，社格約為無格社，祭神應為天照大神，而在二次大戰後該建築被改成「大成殿」，但實際上並未供奉孔子神像與進行儀式，直到1973年因中華文化復興運動才規定應屆畢業生在畢業前要到此致敬。該建築在2008年6月25日以神社的的樣貌修復完成。

## 沿革

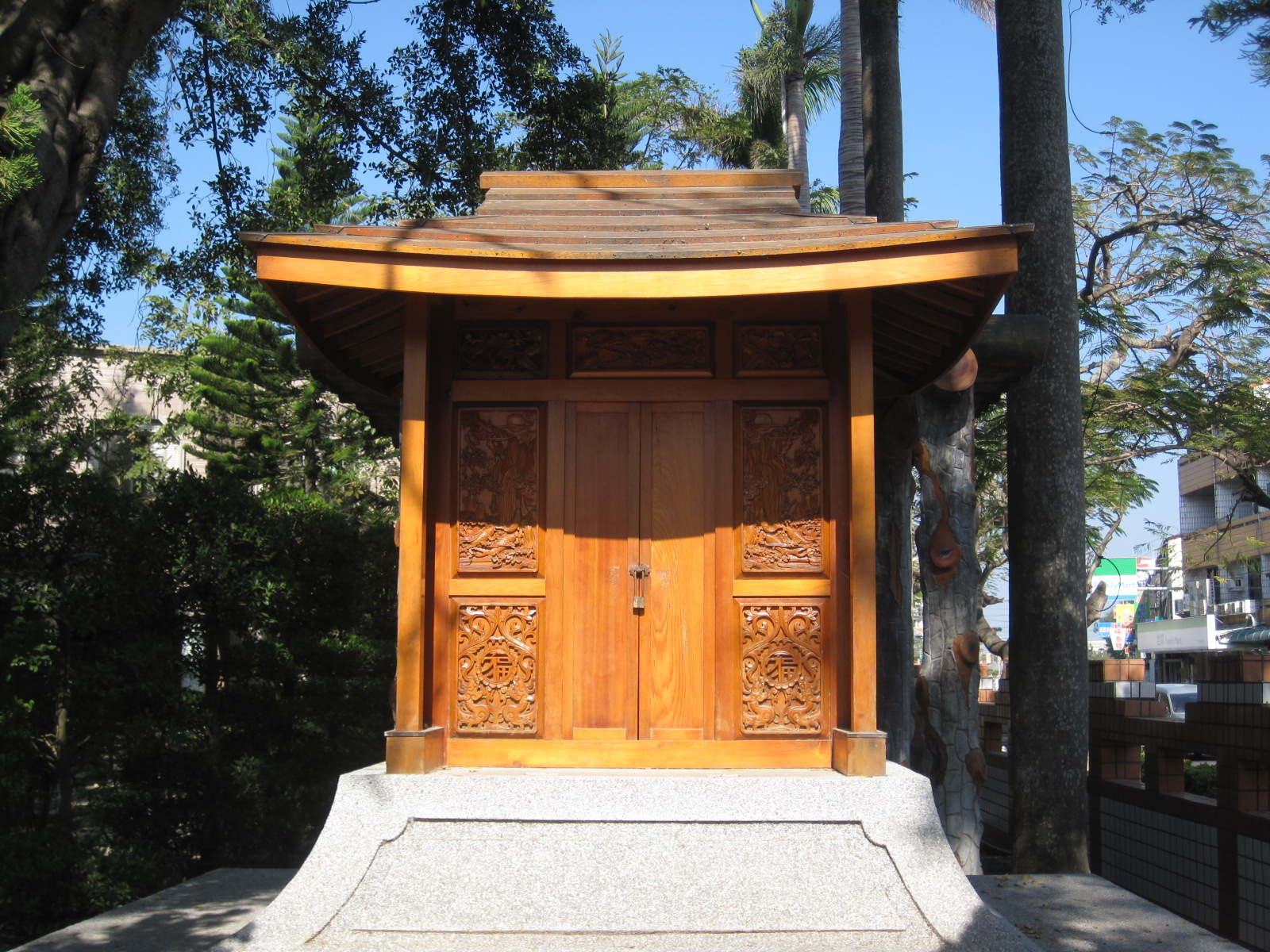
本殿近觀

今鹽水國小的前身最早可追溯至日明治三十一年（1898年）7月1日設置的「嘉義國語傳習所鹽水港分教場」，該年10月1日時改為「鹽水港公學校」，大正十年（1921年）5月24日又改為「鹽水公學校」。之後到了昭和十六年（1941年）4月1日時改稱「鹽水東國民學校」，戰後於民國三十五年（1946年）2月1日改為「鹽水鎮第一國民學校」，一年後改為「鹽水國民學校」，五十七年（1968年）8月1日改為「鹽水國民小學」。
神社興建時的昭和十五年（1940年）為日本皇紀2600年，為當時建造神社活動的高峰期，當時的校長為一之瀨涉（一ノ瀨涉）。當時學生除了會參拜及奉仕神社外，此處也是拍攝畢業照的重要景點。
第二次世界大戰後，臺灣的神社大多進行改建，而鹽水國小內的神社則在戰後首任校長陳庚潭任內被改成大成殿，不過當時並未在此供奉孔子神像與進行儀式，直到1973年中華民國政府推行中華文化復興運動，才配合響應而規定應屆畢業生在畢業前到此致敬。
為了修復殘破的建築，臺南縣政府於2007年1月5日召開「歷史建築鹽水國小神社修復方向研商會議」，最後結論基本上是在恢復神社樣貌的同時，盡可能保留孔廟建築的意象，之後於2008年6月25日完成修復工程。

## 建築特色

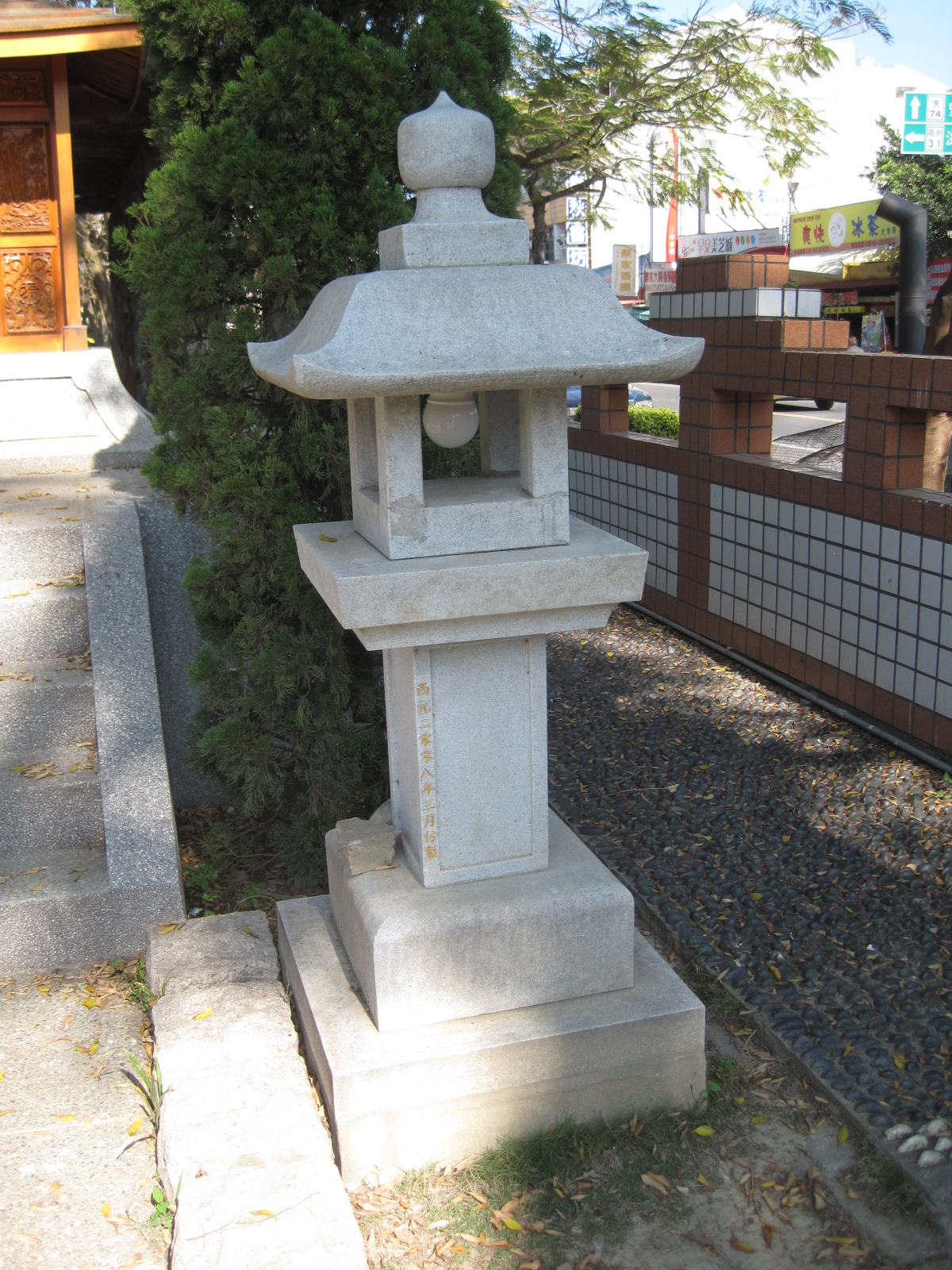
仿製的石燈籠

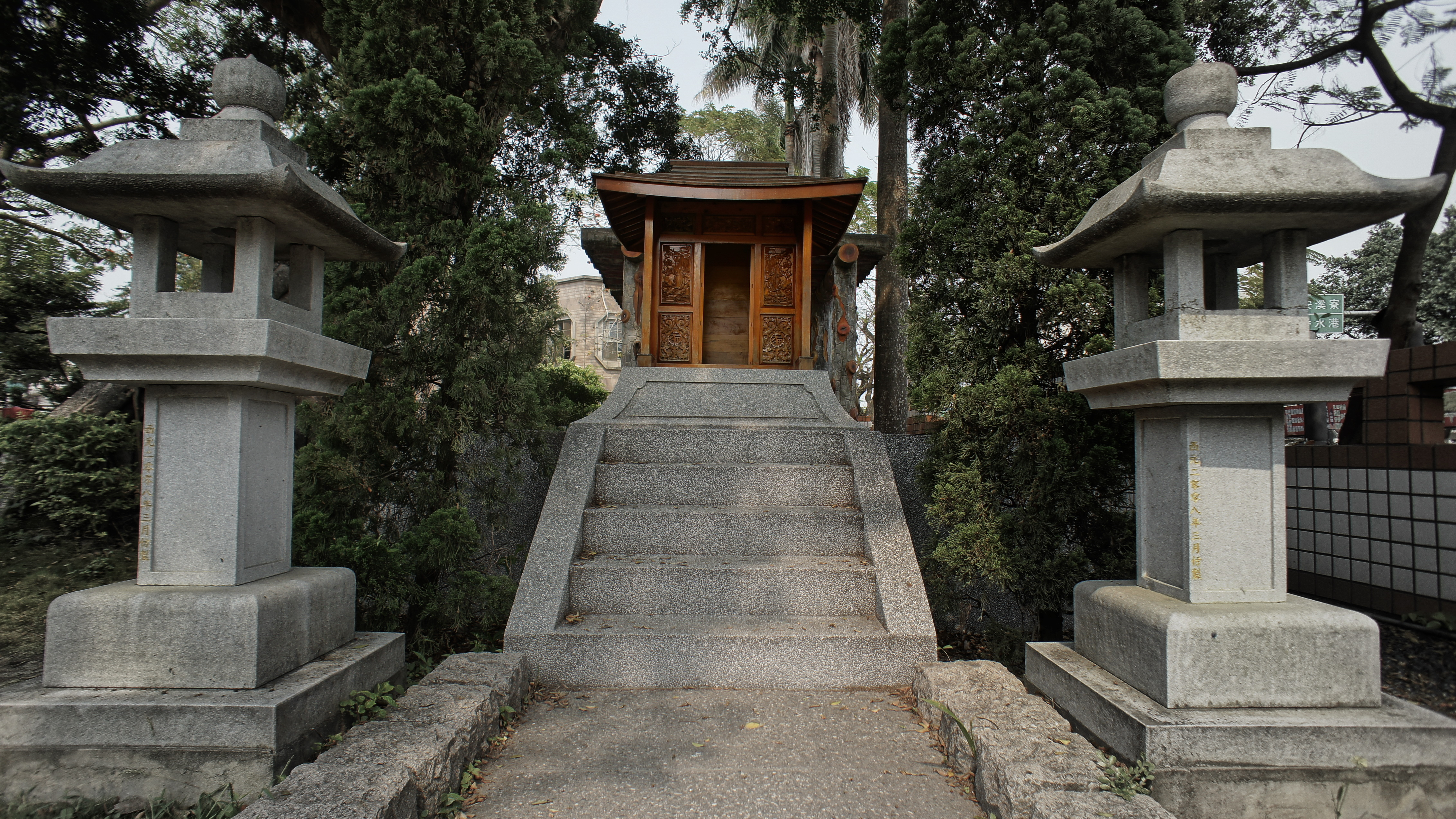
鹽水國小神社

該神社坐東朝西，基本上是由鳥居、石燈籠與本殿所組成，外型與遙祭殿及大麻奉齋殿類似，格局與正式神社相比之下簡化掉了如手水舍、社務所、祭器庫等附屬設施。其鳥居在分類上稱為「神明鳥居」，特徵是樑枋呈直線。
而戰後改成孔廟之後，鳥居與石燈籠遭到拆毀，改成大成殿的本殿則被漆上紅色與藍色油漆，臺基上則鋪了磁磚，此外在原本石燈籠的位置上放置「故校長森榮先生紀念碑」與「故校長趙東林先生紀念碑」。進行修復之後，本殿雨淋板去漆，並放上歲寒三友與魚躍龍門雕花裝飾，而紀念碑則分別遷至校內玉順館後方花圃與活動中心竣工紀念碑旁。

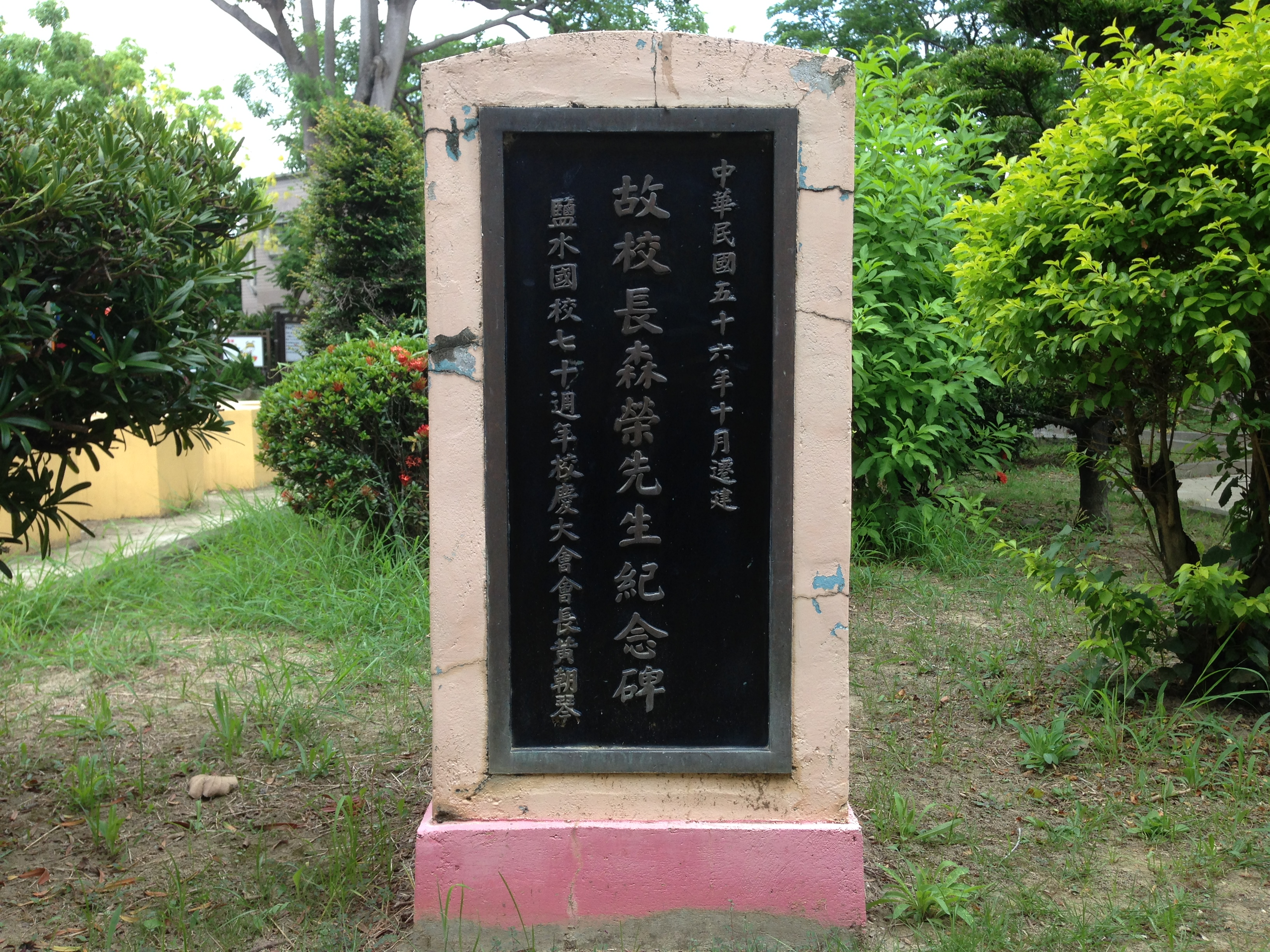
故校長森榮先生紀念碑